# 11210 Kevinqian
11210 Kevinqian è un asteroide della fascia principale. Scoperto nel 1999, presenta un'orbita caratterizzata da un semiasse maggiore pari a 2,4648683 au e da un'eccentricità di 0,1525206, inclinata di 2,54003° rispetto all'eclittica.